# Adamauská vysočina
Adamauská vysočina nebo Adamauské pohoří (francouzsky Massif de l'Adamaoua, anglicky Adamawa Plateau) je vyvýšená oblast vulkanického původu ve středozápadní Africe, táhnoucí se od státu Taraba na východě Nigérie přes území Kamerunu do Středoafrické republiky; na severu na ni navazují Mandarské hory a na jihu Jihoguinejská vysočina. Převažující horninou je rula. Průměrná nadmořská výška se pohybuje okolo tisíce metrů, nejvyšším bodem je Tchabal Nbabo, který má 2640 m n. m. Pramení zde řeky Benue, Sanaga a Logone. Největším jezerem je Mbakaou.

## Původ jména
Oblast je pojmenována podle učence a válečníka Modibo Adamy z fulbského kmene Ba'en (1786 – 1847), zakladatele fulanského (fulbského) emirátu, který vznikl na počátku 19. století a byl součástí nigerijského chalífátu Sokoto. Podle vysočiny se rovněž nazývají nigerijský stát Adamawa a kamerunský region Adamawa (Adamaoua).

## Osídlení a příroda

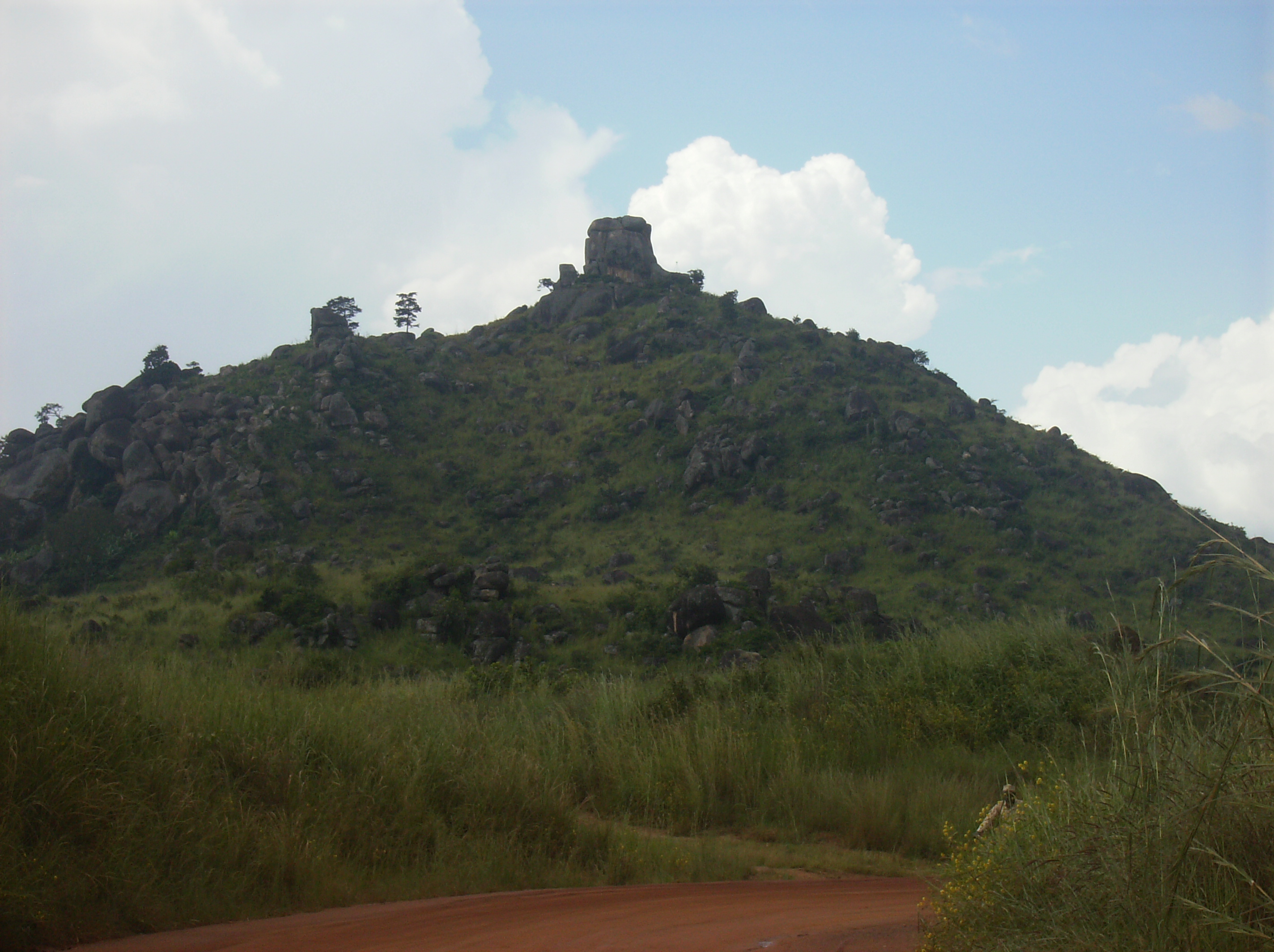
Skalní suk na vrcholu hory Ngaoundéré (1298 m n. m.) u stejnojmenného města

Vysočina je řídce osídlená, největším městem je Ngaoundéré, správní středisko regionu Adamawa (Adamaoua) v Kamerunu. Obyvatelé provozují převážně pastevectví skotu. Jsou dobývána ložiska cínu, v letech 1976–1977 se začala těžit ložiska bauxitu. Krajinu pokrývá vlhká savana s travinou Digitaria adamaouensis, místy také tropické lesy. Žije zde endemický druh žáby Amietophrynus djohongensis.